# Sphodromantis gastrica
Sphodromantis gastrica – gatunek owada z rzędu modliszek. Występuje w Afryce, na całym świecie popularny jako zwierzę domowe.

## Morfologia
Budowa ciała typowa dla rodziny modliszkowatych. Gatunek dużych rozmiarów; samice osiągają 7–8 cm długości (niekiedy nawet do 10 cm), samce są nieco mniejsze. Ubarwienie zmienne, od zielonego do brązowego.

## Tryb życia
Tak jak inne modliszki, przedstawiciele tego gatunku są drapieżnikami. Ich pokarm stanowią inne bezkręgowce, niekiedy też małe kręgowce.